# If (chanson de Kana Nishino)
Pour les articles homonymes, voir If.
Singles de Kana Nishino
Aitakute Aitakute
(2010) Kimi-tte
(2010)
Pistes de Thank you, Love
Where are you? Alright
if est le 11e single de la chanteuse de J-pop Kana Nishino.

## Présentation
Il est sorti sous le label SME Records Inc. le 4 août 2010 au Japon au format CD. Il atteint la 5e position à l'Oricon. Il se vend à 35 196 exemplaires la première semaine et reste classé 24 semaines pour un total de 91 409 exemplaires vendus.  If a été utilisée comme thème de fin pour le film d'animation Naruto Shippuden: The Lost Tower. Les chansons if et I'll be there se trouvent sur l'album Thank you, Love, if se trouve aussi sur la compilation Love Collection ~mint~.

## Pistes
| 1. | if            | Kana Nishino, GIORGIO13 | GIORGIO CANCEMI                             | GIORGIO CANCEMI | 4:42 |
| 2. | I'll be there | Kana Nishino            | Jonathan Rotem, Loiena Everett, Nasri Atweh | Jonathan Rotem  | 3:46 |
| 3. | Beautiful     | Kana Nishino            | HIRO(Digz,inc)                              | HIRO(Digz,inc)  | 4:33 |